# Кыштымское волнение
Кыштымское волнение — крупнейшее в XIX веке неповиновение мастеровых и приписных крестьян на Урале, начавшееся на Кыштымских и Каслинском металлургических заводах, распространившееся затем на ряд других заводов и сёл и продолжавшееся в течение года — с 1822 по 1823. Число восставших достигло 8—10 тыс. человек. Причинами волнения стали тяжёлые условия жизни и труда на заводах. Подавлено правительственными войсками.

## Предпосылки
Кыштымская группа чугуноплавильных и железоделательных заводов являлась одной из крупнейших в уральской горнопромышленной системе. В состав группы входили Верхне-Кыштымский, Нижне-Кыштымский (в заводском посёлке Кыштым), Каслинский, Нязепетровский и Шемахинский заводы.
Засушливое лето 1819 года в Зауралье привело к неурожаю зерна. Засуха повторилась и в следующие два года, в результате чего запасы хлеба начали иссякать, а цена на него для рабочих заметно выросла. Проблема усугублялась многомесячной задержкой заработной платы. Управляющий и приказчики просили рабочих переждать лихолетье, обещая позднее возместить долги.

## Развитие событий
18 февраля (2 марта) 1822 года мастеровые и рабочие подали прошение исправнику Кыштымских и Каслинского заводов Резанову, в котором жаловались на отсутствие должного расчёта по оплате труда и невыдачу пайкового провианта, отчего доведены до крайней с семействами своими бедности. Не получив удовлетворительного ответа, в начале марта заводские рабочие самовольно отправились в Екатеринбург. Группа из 54 человек по прибытии была заключена под стражу. Местное горное начальство, признав наличие оснований для недовольства, пообещало уведомить о жалобе высшие органы, после чего ходоков отправили обратно на свои заводы.
В начале мая около сотни работников отказались отбывать повинность на Шемахинском заводе, находившемся в 110 вёрстах от дома. Вместо этого ещё одна группа отправилась в Екатеринбург, где мастеровые были взяты под присмотр и по нежеланию их возвратиться в дома распределены по заводам в работы, с содержанием их и семействам их как казённым мастеровым. Зачинщики неповиновения были взяты под особый присмотр.
Летом на общем сходе рабочих была создана так называемая мирская изба. Инициаторами выступили заводские мастеровые, пользующиеся авторитетом, Андрей и Алексей Дайбовы, Василий Куренков и др. Мирская изба была уполномочена координировать действия заводских рабочих и выдвигать требования к властям.
Расследовать данные события было поручено пермскому берг-инспектору. Заводовладельцу Расторгуеву было предписано обеспечить людей провиантом и вернуть долги по оплате. Министр финансов Д. А. Гурьев данное распоряжение счёл недостаточно конкретным, чтобы проблема смогла быть решена должным образом, при этом настоял на исполнении его в кратчайшие сроки. В случае нехватки средств Расторгуеву следовало продать металлы, находящиеся  даже под запрещением за казённую недоимку, а также получить ссуду из средств, принадлежавших Пермскому горному правлению. Кроме того, заводчику предписывалось содержать рабочих и их семьи не хуже, чем на других заводах. В случае неисполнения распоряжения правительство могло взять мастеровых под казённый присмотр. В то же время, дабы искоренить дух своевольства, 98 человек, отправившихся в Екатеринбург, приказано было наказать палками и выслать вместе с семьями на казённые Богословские заводы, а главных зачинщиков — Дайбова, Устинова, Назарова и Рыбина — предать суду.
Для исполнения наказания в ноябре на Кыштымский завод прибыл исправник Шудров с воинским отрядом. Собравшийся народ однако воспрепятствовал полицейскому исправлению. Шудров был схвачен толпой и помещён под караул. Указ о наказании был объявлен недействительным, поскольку в нём якобы отсутствовали «золотые литеры». С этого момента Кыштымские заводы фактически оказались под контролем мирской избы. Её решением было приостановлено производство на заводе до выплаты долгов рабочим. На въездах в горный округ бунтовщики устроили заставы, а чиновники, приезжавшие для разбора дела, арестовывались. Активность повстанцев способствовала присоединению к ним мастеровых Каслинского, Нязепетровского заводов и жителей окрестных деревень. Велась агитация среди рабочих Шемахинского, Уфалейского, Златоустовского заводов. Руководили восстанием Клим и Архип Косолаповы, Василий Востротин, Прокопий Щукин и др. Число восставших достигло 10 тыс. человек.

## Подавление волнений
16 декабря Комитет министров распорядился принять меры для незамедлительного пресечения кыштымских волнений, в случае необходимости — используя военные силы. Гражданскому губернатору надлежало обеспечить спасение жизни Шудрова, задействовав местную инвалидную команду, а также учредить башкирские бекеты для преследования бунтовщиков, если те будут выдвигаться с заводов в соседние поселения.
Поскольку волнения не прекращались, в январе из Перми под командованием полковника Д. В. Костырки выдвинулся гарнизонный батальон при полном вооружении и с артиллерийскими орудиями. Через некоторое время к отряду присоединились Троицкий, Верхнеуральский гарнизонные батальоны, а также башкирские казаки из Оренбурга. 5 февраля войска численностью до 3 тыс. человек подошли к селу Куяш и встали лагерем. На следующий день отряд выдвинулся в сторону мятежных заводов и, не встретив сопротивления, занял Каслинский завод, где оставались только женщины, дети и старики.
Повстанцы к этому моменту сосредоточились в районе Кыштымских заводов и готовились дать отпор. Ввиду малого количества стрелкового оружия, основу вооружения мятежников составляли дубинки, вилы, топоры и косы. Тем не менее, по словам Клима Косолапова, в их распоряжении была даже пушка. Ожидалась помощь со стороны мастеровых с соседних заводов, однако вскоре Кыштымские заводы и ближайшие деревни были окружены войсками Костырки. На всех путях, ведущих к заводам, были расставлены пикеты и устроены засады. 9 февраля около 400 нязепетровских рабочих со своими жёнами отправились в Кыштымские заводы на помощь восставшим, однако были перехвачены военными и отправлены назад под конвоем.
Этим же вечером Клим Косолапов, осознавая безвыходность ситуации и бессмысленность сопротивления правительственным войскам, принял решение отправиться в Каслинский завод для переговоров с берг-инспектором Булгаковым. Ночью, не дойдя до Каслинского завода 5 вёрст, Косолапов с несколькими мастеровыми наткнулся на казачий разъезд и был арестован. Лидера мятежников заковали в кандалы и отправили в Екатеринбургский острог, где его ждали следствие и суд.
В ночь с 10 на 11 февраля отряд Костырки выдвинулся в Кыштым и вступил в заводской посёлок, без всякого сопротивления. Народ встретил войска крестным ходом с иконами. Рабочие были разогнаны по домам. Начался поиск активистов восстания. 12 февраля состоялась экзекуция с целью полицейского исправления. Сначала были биты палками мастеровые из числа зачинщиков неповиновения — Григорий Аврамов, Иван Швейкин и Нефед Блиновских. Затем ещё 18 человек были наказаны розгами. Узнав о расправе, нязепетровские рабочие собрались вновь идти в Кыштым, однако Нязепетровск к этому времени занял отряд из 400 солдат и своим присутствием вынудил людей вернуться на свои рабочие места. Наконец, 14 февраля была произведена экзекуция палками 95 осуждённых из числа последнего похода в Екатеринбург. 17 февраля по решению военного суда состоялась отправка 98 мастеровых под конвоем в ссылку на Богословские заводы. Остальные мастеровые и непременные работники были вынуждены работать под надзором военных, которых оставили на заводах и в окрестных сёлах для поддержания порядка.  Таким образом, открытое неповиновение на Кыштымских заводах было подавлено, а к 20 февраля пресечено и на других заводах Кыштымского горного округа. Однако в деревнях волнения продолжались ещё некоторое время.

## После восстания
Климу Косолапову удалось сбежать из-под стражи, однако через некоторое время его выследили и убили.
Л. И. Расторгуев не смог пережить восстание. 10 февраля 1823 года заводовладелец скончался в Екатеринбурге от апоплексического удара. Заводы, формально переподчинённые казне, наследовали дочери Расторгуева, которые передали их под управление «кыштымскому зверю» — Г. Ф. Зотову.